# Харо, Педро
Педро Луис Харо Регеро (исп. Pedro Luis Jaro Reguero; 22 февраля 1963, Мадрид) — испанский футболист, вратарь, позже — тренер.

## Клубная карьера
Педро Харо начал карьеру в клубе Терсеры «Колониа Москардо». В 1983 году дебютировал в Примере в составе «Кадиса», в котором провёл пять сезонов, но так и не стал основным вратарём команды.
В 1988 году перешёл в «Малагу», где сразу стал игроком основного состава, но по итогам второго сезона 1989/90 клуб вылетел из Примеры. После этого в 1990 году перешёл в «Реал Мадрид», но играл не часто, подменял основного вратаря команды Пако Буйо. За это время дважды выиграл с командой титул Суперкубка Испании и завладев трофеем Кубка Испании.
После нескольких лет проведенных в «Реале» Педро Харо продолжил карьеру в «Бетисе». В сезоне 1994/95 в 38 матчах чемпионата пропустил 25 мячей, что позволило ему по итогам сезона стать обладателем Трофея Саморы. Завершил карьеру в мадридском «Атлетико», где провёл всего несколько матчей.

## Тренерская карьера
С 2003 по 2005 — тренер вратарей молодёжной сборной Испании. С 2005 по 2010 — тренер вратарей мадридского «Реала». С 2010 по 2014 — тренер вратарей клуба «Днепр». С июля 2016 года до 31 июля 2021 года — тренер вратарей сборной Украины.

## Достижения
Реал Мадрид
- Обладатель Кубка Испании: 1992-93.
- Обладатель Суперкубка Испании: 1990, 1993

Личные
- Обладатель Трофея Саморы: 1995